# ADAM (Zeitschrift)
ADAM (ursprünglich unter uns, später unter uns ADAM) war eine Zeitschrift für schwule Männer, die ab Mai 1972 bis Ende 2011, anfangs zweimonatlich, später monatlich, erschien.

## Geschichte
unter uns erschien – nach Inkrafttreten der ersten Reform des § 175 des deutschen Strafgesetzbuches (September 1969) – als vierte Zeitschrift für Homosexuelle, nach DU&ICH und him und DON, und zwar von 1972 bis Heft 12/1977 (für die, die Männer mögen) im Antinoos-Zeitschriftenverlag GmbH, Köln, Geschäftsführer Erwin Röll, Schriftleitung Horst Beermann. In den Jahren 1973 bis 1976 wurde das Erscheinen unterbrochen. 1977 schrieb u. a. Joachim S. Hohmann für unter uns.
Mit Übernahme des Titels 1978 durch die Bild+Druck GmbH, Frankfurt/Main, unter der Verantwortung von Georges Günter (Pseudonym von Günther Goebel) begann die Zählung wieder mit Heft 1. Autoren waren u. a. Johannes Werres und Heinz S.F. Liehr. Das 64-seitige Magazin bestand in den Jahren bei Bild+Druck nur aus schwulen Geschichten und Aktfotos. 
Mit der Nummer 15 übernahm der Darmstädter Druckereibesitzer und Verleger Henry Ferling den Titel (Henry Ferling unter uns/ADAM international Verlag), der u. a. bereits die schwule Zeitschrift DON  herausgab.
Ab der Nummer 17 schrieb und gestaltete Michael Albert (Pseudonym) die Zeitschrift, in der erst später sein richtiger Name Jens M. A. Reimer erschien. Als er mit der Nummer 33 Konzeption, Redaktion und Gestaltung komplett übernahm, wurde Reimers Münchner Büroanschrift auch Sitz der ADAM-Redaktion. Zur Vermeidung einer Konkurrenzsituation (zur informativen DON, im gleichen Ferling-Verlag), entwickelte er eine ungewöhnliche Mischung aus erotischen Fotos und schwul-satirischen Beiträgen.
Ab der Nummer 51 (Ende 1984) übernahm die Foerster-Verlag GmbH, Berlin, Redaktionssitz Frankfurt/Main, den Titel mit einem auf 54 Seiten reduzierten Umfang und einem Inhalt, der sich auf Fotos, Geschichten und Anzeigen beschränkte.
Im Laufe der Jahre wurde ADAM der wichtigste Zeitschriftentitel des Verlags Foerster Media, der von Ende 1984 bis 2011 im Verlag erschien. Zielgruppe waren Schwule, „denen man nicht Monat für Monat Homosexualität erklären muss“.